# Православне богослов'я

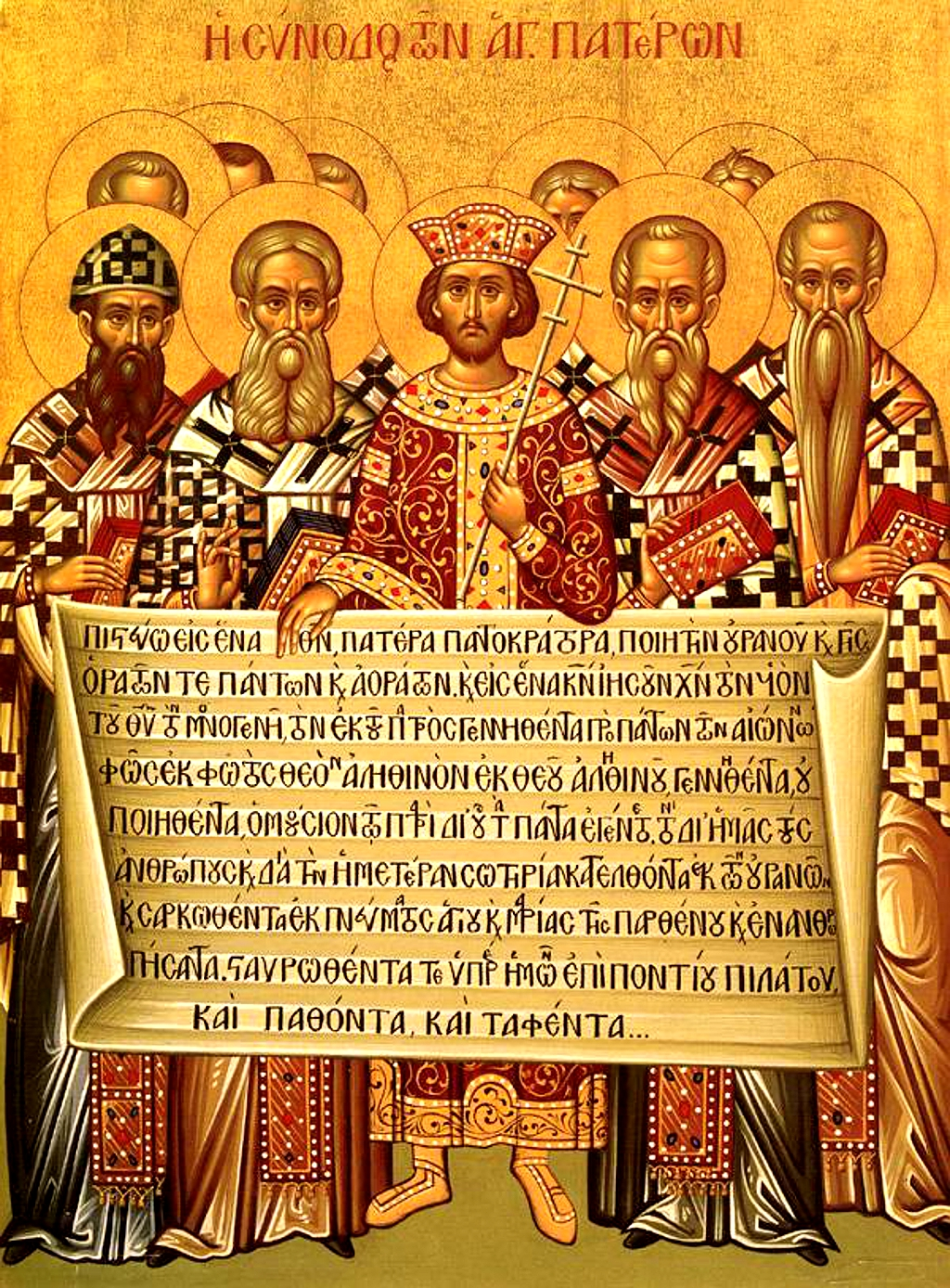
Ікона єпископів Першого Нікейського собору (325) із Нікео-Цареградським Символом Віри (381).

Православне богослов'я — це богослов'я, що властиве Православній церкві. 

## Відмінності від інших релігійних конфесій
Воно дещо відрізняється від властивого іншим християнським деномінаціям й характеризується монотеїстичним тринітаризмом, вірою у втілення Бога Слова (Логоса, Сина Божого), збалансуванням катафатичного богослов'я та апофатичного богослов'я, герменевтикою й екзегезою, що визначається Священним Переданнями, конкретною еклезіологією, розвиненим богослов'ям особистості та терапевтичною сотеріологією. 

## Основні параметри
Православне богослов'я ґрунтується на вченні Святих Отців Східної Церкви (Василій Великий, Григорій Богослов, Григорій Ніський, Максим Сповідник, Іван Золотоустий, Іван Дамаскин, Симеон Новий Богослов, Григорій Палама) й полягає переважно у інтерпретації та переосмиленні біблійного та святоотцівського вчення стосовно реалій сучасності. Сучасне православне богослов'я тісно пов'язане із святоотцівським вченням (напрям «неопатристичний синтез») та з філософією екзистенціалізму (Йоан Зізулас, Христос Яннарас), а також постмодерною філософією (Йоан Пантелеймон Манузакіс).

## Генезис поняття
Значення терміна «богослов'я» у Православній церкві дещо відрізняється від інших християнських деномінацій, хоч нині поняття й уживається у широкому значенні.
Первісно слово «богослов'я» було запозичене християнськими письменниками від стародавніх греків. Класичні письменники позначали цим словом спочатку міфологічне вчення про богів, а з часу Аристотеля - і філософське вчення про Божество, теологами ж називали стародавніх поетів - Гомера, Гесіода, Орфея, - які склали поеми про богів і зразки молитовних гімнів.
У стародавніх вчителів церкви «богослов'я» в етимологічному відношенні означало «слово про Бога», «слово від Бога», а у деяких - «слово до Бога». Отці Церкви спочатку називали богослов'ям лише Святе Письмо, оскільки воно - слово про Бога і від Бога: Старий Заповіт - «старим Богослов'ям», Новий Завіт - «новим Богослов'ям», а всіх авторів обох Заповітів, апостолів і пророків - богословами.
Потім словом «богослов'я» стали називати, окрім Священного Писання, і будь-яке вчення про християнські істини, і в цьому значенні воно іноді вживалося у відношені до вчення про Бога і богошанування, іноді - у відношенні до вчення про Пресвяту Трійцю, іноді, ще ближче, у відношенні до вчення власне про Бога Слова.
Нарешті, вже у 12 столітті, під богослов'ям стали мати на увазі систематичний виклад усіх християнських істин про Бога і богошанування.

## Особливості православного богослов'я

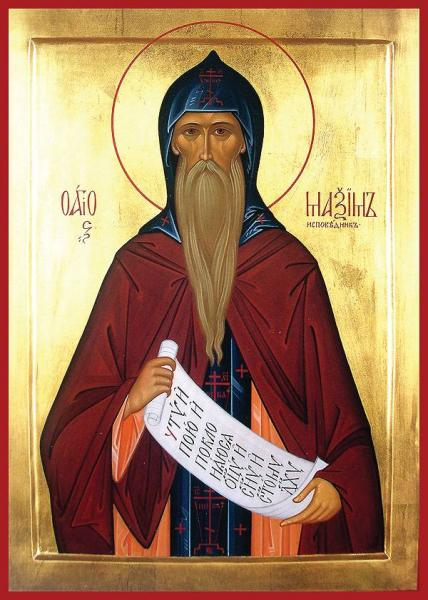
Преподобний Максим Сповідник.

Нині у Православній церкві під богослов'ям зазвичай мається на увазі систематичне вчення про Бога, що будується на основі текстів Святого Письма, які приймаються Церквою як Одкровення, тобто свідоцтво Бога про Самого Себе, і в руслі Священного Передання, тобто духовного досвіду Церкви. Творцями богослов'я вважаються Отці Східної Церкви, духовні подвижники 2-8 століть, які розробили догматичне вчення християнства. Розуміючи Бога не як безособову сутність, але як раціонально незбагненну Істоту, Православ'я висуває на перше місце апофатичного богослов'я, підкреслюючи цим необхідність для християнина, що бажає займатися богопізнанням, духовного спілкування з Богом, з його нетварними енергіями.
Людина, що не має містичного досвіду богоспілкування, не може претендувати, відповідно до православної традиції, на істинне знання про Бога. Разом з тим богослов'я східно-християнського світу широко використовувало досвід античної філософії і виробило у боголовських дискусіях 4-7 століть дуже тонку систему співвідношення понять і теорій.

### Період формування (4-8 ст.)
У процесі оформлення православного богослов'я виключно важливу роль зіграли богослови 4 століття, названі «каппадокійськими отцями» (від назви малоазійської області Каппадокії): святителі Василій Великий, Григорій Богослов, Григорій Ниський.
Важливу роль у формуванні православного світогляду зіграв Максим Сповідник, з кончиною якого (662) підійшла до завершення доба патристики - період праці святих отців із формування догматичного вчення Церкви. Преподобний Іван Дамаскин (7 - 8 століття) завершив цю епоху, ставши переважно систематизатором богословського досвіду попередніх часів.

### Період збереження (9-19 ст.)

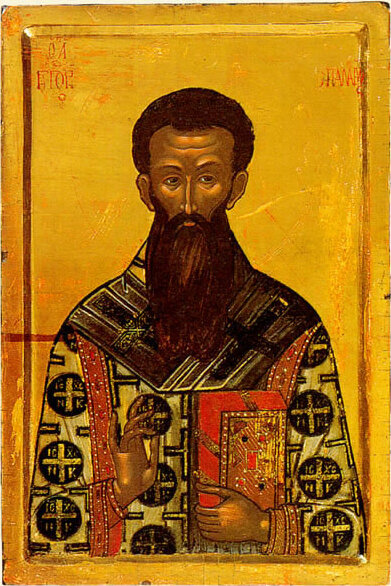
Святитель Григорій Палама.

У наступний період православне богослов'я не переставало розвиватися, однак відтепер основною його метою став захист й удосконалення вже сформованого вчення Церкви в нових умовах, у протидії тиску католицизму та ісламського світу. Помітну роль у цьому напрямку зіграли преподобний Симеон Новий Богослов (XI століття), один з найзначніших візантійських богословів-містиків. Святитель Григорій Палама (XIV століття) знову затвердив пріоритети богословсько-містичного начала у православному світогляді й захистив його від впливів західної схоластики.
Утім, ці автори належали до нечисленних виключень, абсолютна більшість православних письменників цього періоду не створила нічого оригінального, їхні праці складаються переважно із суцільного цитування Отців Церкви. У тяжких історичних умовах першочерговим завданням Православної церкви було збереження богословських надбань патристичної доби, для розвитку оригінального богослов'я не залишалося інтелектуальних ресурсів та можливостей.

### «Неопатристика»
На початку 20 століття із здобуттям низкою православних народів (греки, румуни, болгари) політичної незалежності, а також поступового звільнення від впливів протестантизму у Російській православній церкві (і, особливо, з публікацією там серії російських перекладів праць Святих Отців), сталося відродження православного богослов'я. Коли після жовтневої революції більша частина російських богословів емігрувала на Захід, вони опинилися там у сприятливих для наукових досліджень умовах, отримали доступ до першоджерел та діалогу з провідними римо-католицькими і протестантськими вченими. Це призвело до швидкого розвитку православного богослов'я, що у першій половині двадцятого століття відбувалося переважно у середовищі російської еміграції. У Парижі був заснований Свято-Сергіївський православний богословський інститут, а пізніше з'явилася Свято-Володимирська духовна семінарія у США. Навколо цих богословських осередків сформувалися такі визначні православні богослови як Георгій Флоровський, Миколай Лоський, Олександр Шмеман, Йоан Меєндорф, Кипріан (Керн), Павло Євдокимов. Їхній вплив поширився і на європейців та американців, що прийняли Православ'я, і так сформувалися богослови Олів'є Клеман, Ярослав Пелікан, а пізніше Калліст (Уер). У цей час виник такий напрямок православного богослов'я як «неопатристичний синтез», тобто побудова цілісної теології на основі синтезу учень усіх Святих Отців та важливих церковних письменників давнини.

### Сучасне православне богослов'я
У другій половині 20 століття ресурси російської еміграції вичерпалися, однак темпи розвитку православного богослов'я збереглися за рахунок грецьких богословів, що єдині у цей період перебували у вільній країні, офіційною релігією якої було Православ'я. Дещо слабше розвивалося богослов'я в Румунії та Болгарії, однак і там виникли значні постаті, наприклад Димитру Станілое. У Росії та пострадянських країнах навіть після повалення комуністичного режиму богослов'я перебуває на вкрай низькому рівні, практично немає богословів світового рівня.
Найвизначніші сучасні православні богослови — це греки Йоан (Зізіулас), митрополит Пергамський, Йоан Пантелеймон Манузакіс, Христос Яннарас, Григорій (Папатомас), англієць Калліст (Уер), митрополит Діоклійський, американець Джон Бер.

### Українське православне богослов'я
Історично осередком богословської думки в Україні з часів Київської Русі (Іларіон Київський) був Київ. У 17 столітті богословським центром стала Києво-Могилянська академія (Петро Могила) та Київська духовна академія.
Сучасне православне богослов'я в Україні представлено теологами Української православної церкви (Київського патріархату) та Української православної церкви (Московського патріархату). До теологів УПЦ-МП належать: доктор філософії, кандидат богословських наук архімандрит Кирил (Говорун), біблеїст єпископ Бориспільский Антоній (Паканич), дослідник преподобного Максима Сповідника диякон Андрій Глущенко, доктор філософських наук патролог Юрій Павлович Чорноморець та інші.

## Розділи
Православне богослов'я традиційно являє собою систему різних богословських дисциплін, що служать розкриттю, обґрунтуванню і захисту віровчення, богослужбової традиції Православної церкви, а також розвитку різних елементів цієї системи. Сюди входять:
- Православне догматичне богослов'я, що займається розкриттям богоодкровення й істинності християнських догматів (див. також догматичне богослов'я)
  - православна тріадологія — вчення про Святу Трійцю (див. також тріадологія)
  - православна христологія — вчення про Ісуса Христа (див. також христологія)
  - православна пневматологія — вчення про Святий Дух, зокрема тут розглядається проблема філіокве (див. також пневматологія)
  - православна марілогія — вчення про Діву Марію (див. також марілогія)
  - православна еклезіологія — вчення про Церкву, її сутність та устрій (див. також еклезіологія)
  - православна есхатологія — вчення про Кінець Світу (див. також есхатологія)
  - православна сотеріологія — вчення про спасіння (див. також сотеріологія)
  - православна сакраментологія — вчення про таїнства (див. також сакраментологія)
  - православна екзегетика — тлумачення Святого Письма (див. також екзегетика)
- православне моральне богослов'я, що розкриває сутність моральних принципів християнства і необхідність дотримання їх з метою особистого спасіння (див. також моральне богослов'я)
  - православна аскетика (аскетика)
- православне порівняльне богослов'я, що обґрунтовує переваги Православ'я перед інославними християнськими віровченнями (див. також порівняльне богослов'я)
- православне пастирське богослов'я, що розкриває різні аспекти практичної діяльності священнослужителів (див. також пастирське богослов'я)
  - православна літургіка — теорія богослужіння (див. також літургіка)
  - православна гомілетика, що розглядає питання теорії і практики проповідницької діяльності (див. також гомілетика)

Останнім часом у православних богословів спостерігається поступова відмова від систематичного викладу за строго визначеними розділами, перевага надається сприйняттю богослов'я у його цілісності, без поділу на автономні частини. Таким підходом користується у своїх працях, зокрема, Йоан (Зізіулас).